# Залян-Манукян, Катарине
Катарине Залян-Манукян (арм. Կատարինե Զալյան-Մանուկյան), имя при рождении Катарине Залян (арм. Կատարինե Զալյան; ум. 1965, Москва, РСФСР, СССР) — медицинская сестра и политик, одна из первых трёх женщин, избранных на должность члена парламента Республики Армения в 1919 году.

## Биография
По специальности Катарине Залян была медицинской сестрой и работала в приютах для детей-сирот. В 1917 году в Ереване вышла замуж за Арама Манукяна, с которым познакомилась в одном из приютов; в 1918 году у них родилась дочь Седа, а в январе 1919 года, когда их дочери было четыре месяца, Арам Манукян умер от тифа. «Мама все время проводила в сиротских приютах, а отец был загружен работой. Они, наверное, так и не сумели пожить нормальной семейной жизнью», — писала о своих родителях Седа Манукян.
На парламентских выборах 1919 года Катарине Залян-Манукян, которая была членом партии Дашнакцутюн, была избрана на должность члена парламента Республики Армения, где работала в комитете по здравоохранению и во время эпидемии, охватившей Армению, посвятила себя помощи сиротам и беженцам. Она стала одной из трёх женщин-депутатов (также были избраны Перчуи Партизпанян-Барсегян и Варвара Саакян).
В 1920 году, когда Армения перешла под контроль большевиков, из-за политического преследования Катарине Залян-Манукян переехала в Краснодар к родственникам мужа. Семь лет спустя она вернулась в Армению, так как там были необходимы медицинские работники, и работала там до 1937 года. Умерла в Москве в 1965 году.